# 커플로 살아남기
《커플로 살아남기》(영어: Life as We Know It)는 2010년 개봉한 미국의 로맨틱 코미디 드라마 영화이다.

## 줄거리
애틀랜타에서 제과점을 운영하는 홀리와 애틀랜타 호크스 담당 스포츠 중계 기술 감독인 에릭은 절친 피터와 앨리슨의 주선으로 소개팅을 하게 된다.
하지만 이는 대실패로 끝나고, 홀리와 에릭은 서로를 싫어하게 된다. 둘은 이후 지인 무리에서 서로를 인내하며 어울리는 관계로 지낸다. 피터와 앨리슨은 결혼해 딸 소피를 얻고 홀리와 에릭에게 대부모가 되어달라고 부탁한다.
소피의 첫 번째 생일 직후 피터와 앨리슨은 갑작스레 교통 사고로 사망한다. 홀리와 에릭은 피터와 앨리슨이 자신들을 소피의 공동 후견인으로 지정했다는 사실을 알게 된다. 둘은 소피의 집에서 동거하면서 각종 육아의 어려움을 함께 헤쳐나가기 시작한다. 

## 출연
- 캐서린 하이글 - 홀리 베런슨 역
- 조시 더멜 - 에릭 메서 역
- 조시 루커스 - 샘, 소아과 의사 역
- 크리스티나 헨드릭스 - 앨리슨 노백 역
- 헤이스 맥아더 - 피터 노백 역
- 디레이 데이비스 - 로니 역
- 세라 번스 - 저닌 그로프, 아동 보호 서비스 사회복지사 역
- 롭 휴블 - 테드 역
- 빌 브록트럽 - 게리 역
- 앤디 버클리 - 조지 던 역
- 앤드루 데일리 - 스콧 역
- 머한드라 델피노 - 제나 역
- 레지 리 - 앨런 버크 역
- 멀리사 매카시 - 디디 역
- 윌 새소 - 조시 역
- 제시카 세인트클레어 - 베스 역
- 쿠마일 난지아니 - 사이먼 역
- 진 스마트 - 베런슨 부인 역
- 알렉시스 클래겟, 브린 클래겟, 브룩 클래겟 - 아기 역
- 페이즌 러브
- 론 클린턴 스미스
- 태라 옥스

## 기타 제작진
- 총괄 제작: 브루스 버먼
- 공동 제작: 브래드 케슬, 알렉산더 영
- 배역: 존 팹시데라
- 미술: 마허 아매드
- 세트: 신디 카
- 의상: 데브라 맥과이어